# Älgarås distrikt
Älgarås distrikt är ett distrikt i Töreboda kommun och Västra Götalands län. 
Distriktet ligger nordost om Töreboda. 

## Tidigare administrativ tillhörighet
Distriktet inrättades 2016 och utgörs av socknen Älgarås i Töreboda kommun.
Området motsvarar den omfattning Älgarås församling hade vid årsskiftet 1999/2000.